# Сборная ОАЭ по хоккею с шайбой
Сборная ОАЭ по хоккею с шайбой представляет ОАЭ на международных турнирах по хоккею с шайбой. Управляется Федерацией хоккея ОАЭ. Выступает во втором дивизионе группы А чемпионата мира по хоккею с шайбой.

## Достижения
- Участник третьего дивизиона: 2010
- Выход в третий дивизион чемпионата мира по хоккею с шайбой: 2012
- 1-е место на Кубке Арабских Наций: 2008
- 1-е место на Кубке Вызова ИИХФ Азия: 2009
- 1-е место на Чемпионате мира (2-й дивизион группы B): 2023

## История
Впервые команда дебютировала на Кубке Арабских Наций в 2008 году, победив Кувейт 4:1. Среди других достижений: победа на Кубке Вызова ИИХФ Азия в 2009 году.

### Чемпионат мира 2010
На чемпионате мира в третьем дивизионе сборная заняла последнее место в группе. Забила 5 шайб и пропустила 18. В своём первом матче «Орлы» уступили грекам 1:7. В следующем матче сборная проиграла люксембуржцам 2:3. В следующей игре сборная ОАЭ играла с уже вышедшими ирландцами и проиграла 2:8.

### Возвращение на мировую арену
Так как сборная не участвовала в третьих дивизионах 2011 и 2012 годов, ей пришлось добывать путёвку через квалификационный турнир. В первом же матче сборная ОАЭ одержала победу над греками 2:0,голы забили Юма Аль-Дахери и Мубарак Аль Мазруэй. Благодаря победе над монголами 3:2 сборная досрочно завоевала путёвку в третий дивизион. Голы забили Юма Аль-Дахери,Мубарак Аль-Мазруэй и Мухаммед Аль-Шамиси. По воротам Халеда Аль Сувайди было произведено 55 бросков. В последнем матче арабская команда обыграла сборную Грузии со счётом 9:1. Это стало самой крупной победой в истории сборной ОАЭ.

## Третий дивизион. Возвращение
В своём первом после возвращения матче сборная сыграла с северокорейской командой 15 апреля. На следующий день сыграла с греками. Сборная проиграла все 5 матчей, а также потерпела крупнейшее в своей истории поражение.
В 2014 году сборная приняла участие в третьем дивизионе, так как сборные Ирландии и Греции отказались от участия, а пятую заявку подала сборная Гонконга. По итогам сезона сборная ОАЭ заняла 5 место из 6 участников с 4 очками на счету. На следующий год сборная также приняла участие в третьем дивизионе и заняла предпоследнее место, среди семи команд. В 2016 году арабы отказались от участия в мировом чемпионате. Однако приняли участие в третьем дивизионе на следующий год. В чемпионате приняло участие восемь команд, арабы финишировали седьмыми.
После этого произведена была реорганизация и сборная ОАЭ отправилась в квалификационный турнир третьего дивизиона. На этом турнире в Сараево арабы выступили не совсем удачно, они одержали лишь одну победу и финишировали предпоследними. На следующий год квалификационный турнир проходил в столице ОАЭ Абу-Даби в апреле 2019 года. В сложной борьбе хозяевам удалось занять первое место и ОАЭ вернулась в третий дивизион чемпионата мира. Третий дивизион был реорганизован и ОАЭ занял место в группе А. К июню 2019 года были сформированы отборочные и квалификационные группы за выход на XXIV Зимние Олимпийские игры. Однако вскоре последовали отказы от целого ряда сборных. По большому счёту сборной ОАЭ ни чего не предвещало принять участие в этих соревнованиях, однако осенью они получили приглашение на турнир в предквалификацию (группа N). Который проходил в Люксембурге в начале ноября 2019 года. Арабские хоккеисты проиграли один матч заняли второе место, при том, что сумели обыграть хозяев.
Чемпионат мира (2-й дивизион группы Б)
Сборная ОАЭ по хоккею стала чемпионом мира по хоккею во втором дивизионе группы Б, что поднимает ее к следующей ступени, а именно: выступать в группе А второго дивизиона чемпионата мира, где ее соперниками за выход в первый дивизион станут сборные Австралии, Грузии, Израиля, Нидерландов и Хорватии.
Команда одержала пять побед в пяти матчах и победила в дивизионе, набрав 15 очков при разнице шайб 35:10 - обыграв команды Турции (8:0), Бельгии (4:3), Новой Зеландии (7:1), Болгарии (7:2) и Мексики (9:4).
Лучшим бомбардиром сборной ОАЭ и всего турнира стал Сергей Кузнецов, выступающий на позиции защитника. В его активе 17 очков (6 шайб и 11 передач).